# Johann Christoph Röhling
Johann Christoph Röhling (o Roehling) (27 de abril de 1757 - 19 de diciembre de 1813) fue un botánico, pteridólogo, micólogo, briólogo y religioso alemán , aborigen de Gundernhausen, ciudad cerca de Darmstadt.
Estudió teología en Giessen, y más tarde enseñó en escuelas de Fráncfort del Meno. En 1792 sería pastor en Braubach, y en 1800, párroco en Breckenheim.
Röhling fue autor de Deutschlands Flora, un importante tratado de la flora germana, cuya primera edición se publicó en 1796. También publicó una obra sobre musgos de Alemania titulada Deutschlands Moose (1800).

## Algunas publicaciones

### Libros
- 1816. Deutschlands cryptogamische Gewächse nach ihren natürlichen Standorten. Con Philip Maximilian Opiz y Schollovská tiskárna. Ed. 	Gedruckt in der Scholl ́schen Buchdruckerey, Altstadt, Kettengasse, 166 pp.

- 1813. Deutschlands Flora, zum bequemen Gebrauche beim Botanisieren. Nebst einer Erklärenden Einleitung in die Botanische Kunstsprache, zum Besten der Anfänger. Edn 2 3 (3): i-lxiv, 450 pp. Alemania, Fráncfort del Meno. 1812-1813[1]

- 1800. Moosgeschichte Deutschlands. 438 pp.

- 1797. Sesostris, Pharao von Mizraim: Eine Geschichte der Urwelt, vol. 2. Ed. Wilmans, 543 pp.

- 1791. Reise einos Marsbewohners auf die erde: Zur zeit der wahl und krönung Leopold des zweiten zum teutschen kaiser. Auf der erde i.e. Ed. a. Main, 312 pp.

## Honores

### Eponimia
Género
- (Dilleniaceae) Roehlingia Dennst.[2]

- Roehlingia Roep., 1820 sin. Eranthis Salisb. 1807
- La abreviatura «Röhl.» se emplea para indicar a Johann Christoph Röhling como autoridad en la descripción y clasificación científica de los vegetales.[3]